# Lebanon (Indiana)
Lebanon és una població dels Estats Units a l'estat d'Indiana. Segons el cens del 2000 tenia 14.222 habitants.

## Demografia
Segons el cens del 2000, Lebanon tenia 14.222 habitants, 5.834 habitatges, i 3.780 famílies. La densitat de població era de 754,3 habitants/km².
Dels 5.834 habitatges en un 32,7% hi vivien nens de menys de 18 anys, en un 50,5% hi vivien parelles casades, en un 10,9% dones solteres, i en un 35,2% no eren unitats familiars. En el 29,9% dels habitatges hi vivien persones soles l'11,8% de les quals corresponia a persones de 65 anys o més que vivien soles. El nombre mitjà de persones vivint en cada habitatge era de 2,4 i el nombre mitjà de persones que vivien en cada família era de 2,99.
Per edats la població es repartia de la següent manera: un 26,7% tenia menys de 18 anys, un 9% entre 18 i 24, un 30,8% entre 25 i 44, un 19,9% de 45 a 60 i un 13,7% 65 anys o més.
L'edat mediana era de 34 anys. Per cada 100 dones de 18 o més anys hi havia 85,8 homes.
La renda mediana per habitatge era de 37.791$ i la renda mediana per família de 47.769$. Els homes tenien una renda mediana de 35.614$ mentre que les dones 22.791$. La renda per capita de la població era de 18.245$. Entorn del 4,4% de les famílies i el 7,1% de la població estaven per davall del llindar de pobresa.

## Poblacions més properes
El següent diagrama mostra les poblacions més properes.